# Kiến thức truyền thông

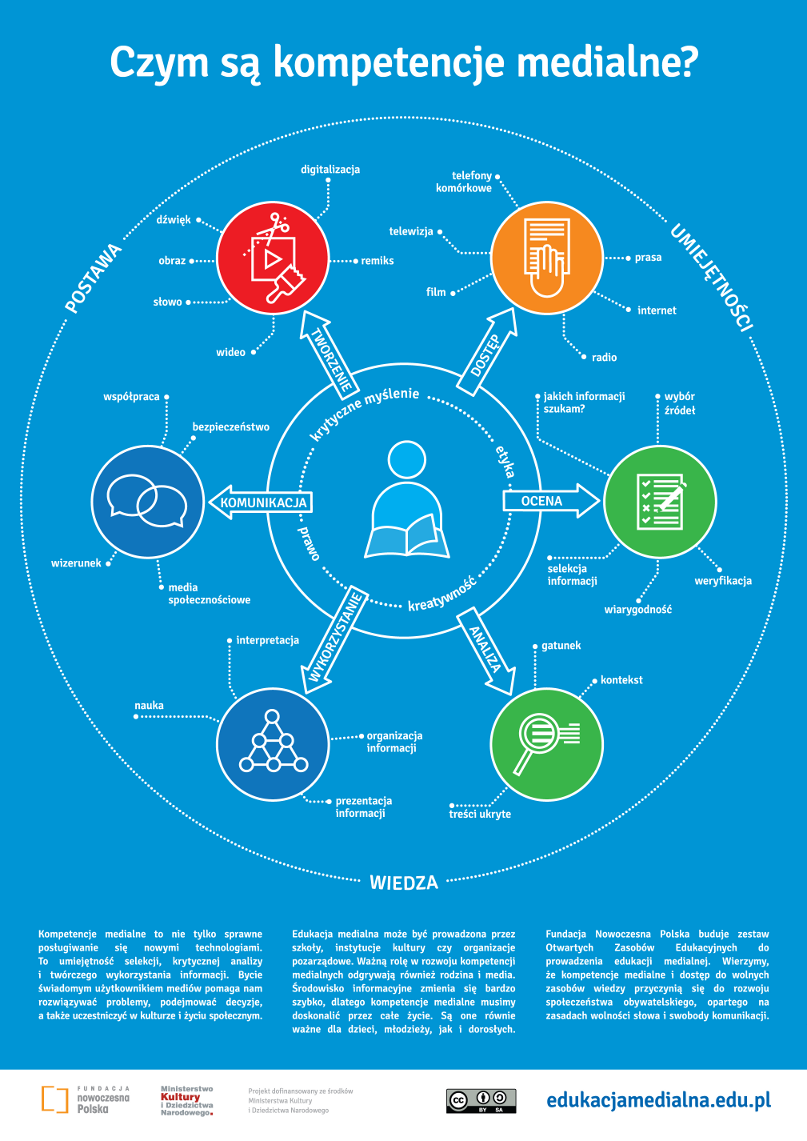
Kiến thức truyền thông

Kiến thức truyền thông xoay quanh các thực tiễn cho phép mọi người truy cập, đánh giá phê bình và tạo hoặc điều khiển phương tiện truyền thông. Kiến thức truyền thông không bị giới hạn trong một phương tiện. Hiệp hội Giáo dục Kiến thức truyền thông quốc gia (Mỹ) có trụ sở tại Hoa Kỳ định nghĩa nó là khả năng tiếp cận, phân tích, đánh giá, kiến tạo và hành động bằng cách sử dụng tất cả các hình thức truyền thông.
Giáo dục kiến thức truyền thông nhằm mục đích thúc đẩy nhận thức về ảnh hưởng của phương tiện truyền thông và tạo lập trường tích cực đối với cả việc sử dụng và việc tạo ra phương tiện truyền thông. Giáo dục kiến thức truyền thông là một phần của chương trình giảng dạy ở Hoa Kỳ và một số quốc gia thuộc Liên minh Châu Âu, và một cộng đồng toàn cầu gồm các học giả và nhà giáo dục kiến thức truyền thông tham gia chia sẻ kiến thức thông qua các tạp chí học thuật và chuyên nghiệp và các hiệp hội thành viên quốc gia.

## Giáo dục kiến thức truyền thông
Giáo dục cho kiến thức truyền thông thường sử dụng mô hình sư phạm dựa trên sự thắc mắc để khuyến khích mọi người đặt câu hỏi về những gì họ xem, nghe và đọc. Giáo dục kiến thức truyền thông cung cấp các công cụ để giúp mọi người phân tích thông điệp, cung cấp cơ hội cho người học mở rộng kinh nghiệm về truyền thông và giúp họ phát triển các kỹ năng sáng tạo trong việc tạo thông điệp truyền thông của riêng họ. Các phân tích quan trọng có thể bao gồm xác định tác giả, mục đích và quan điểm, kiểm tra kỹ thuật và thể loại cấu trúc, kiểm tra các mô hình đại diện truyền thông, và phát hiện tuyên truyền, kiểm duyệt, và thiên hướng trong lập trình tin tức và công việc. Giáo dục kiến thức truyền thông có thể khám phá cách các đặc điểm cấu trúc, chẳng hạn như quyền sở hữu phương tiện, hoặc mô hình tài trợ của nó , sẽ ảnh hưởng như thế nào đến thông tin đã xuất hiện.
Theo định nghĩa của Nguyên tắc cốt lõi của Giáo dục kiến thức truyền thông, "Mục đích của Giáo dục kiến thức truyền thông là giúp các cá nhân ở mọi lứa tuổi phát triển thói quen tìm hiểu và kỹ năng diễn đạt như một người có tư duy phản biện, người giao tiếp hiệu quả và công dân tích cực trong thế giới ngày nay." 
Ở Bắc Mỹ và Châu Âu, kiến thức truyền thông bao gồm cả quan điểm trao quyền và bảo hộ. Người có kiến thức truyền thông phải có khả năng sáng tạo và tạo ra các thông điệp truyền thông một cách khéo léo, vừa thể hiện sự hiểu biết về đặc tính cụ thể của từng phương tiện, vừa tạo ra phương tiện truyền thông và tham gia với tư cách là công dân tích cực. Kiến thức truyền thông có thể được coi là góp phần mở rộng khái niệm về năng lực hiểu biết, coi truyền thông đại chúng, văn hóa đại chúng và phương tiện kỹ thuật số là những loại "văn bản" mới cần phân tích và đánh giá. Bằng cách chuyển đổi quá trình sử dụng phương tiện thành một quy trình chủ động và thực tiễn, mọi người nhận thức rõ hơn về tiềm năng của sự xuyên tạc và thao túng, và hiểu vai trò của phương tiện truyền thông đại chúng và phương tiện có tính cộng đồng trong việc xây dựng quan điểm thực tế. Giáo dục kiến thức truyền thông đôi khi được khái niệm hóa như một cách để giải quyết các khía cạnh tiêu cực của phương tiện truyền thông, bao gồm thao túng truyền thông, thông tin sai lệch, định kiến về giới tính và chủng tộc, tình dục của trẻ vị thành niên và lo ngại về mất quyền riêng tư, đe doạ trực tuyến và kẻ lạm dụng tình dục trẻ em qua Internet. Bằng cách xây dựng kiến thức và năng lực sử dụng phương tiện và công nghệ, giáo dục kiến thức truyền thông có thể đem lại sự bảo vệ cho trẻ em và thanh thiếu niên bằng cách giúp họ đưa ra lựa chọn tốt trong thói quen tiêu dùng phương tiện và mô hình sử dụng.
Những người ủng hộ giáo dục kiến thức truyền thông cho rằng việc đưa kiến thức truyền thông vào chương trình giảng dạy ở trường thúc đẩy sự tham gia của công dân, tăng cường nhận thức về các cấu trúc quyền lực vốn có trong phương tiện truyền thông phổ biến và hỗ trợ sinh viên đạt được các kỹ năng quan trọng và điều tra cần thiết. Phương tiện truyền thông có thể có tác động tích cực hoặc tiêu cực đến xã hội, nhưng kiến thức truyền thông cho phép sinh viên nhận ra những rủi ro không thể giải thích được của sự thao túng và sự sai lệch thông qua các phương tiện truyền thông. Một cơ quan nghiên cứu đang phát triển đã bắt đầu tập trung vào tác động của năng lực tiếp cận trên các phương tiện truyền thông. Trong một bài phân tích tổng hợp quan trọng của hơn 50 nghiên cứu, được công bố trên Tạp chí Truyền thông, các can thiệp về kiến thức truyền thông đã được tìm thấy có tác động tích cực đến kiến thức, phê bình, nhận thức hiện thực, ảnh hưởng, niềm tin hành vi, thái độ, hiệu quả và hành vi.. Kiến thức truyền thông cũng khuyến khích tư duy phản biện và tự thể hiện, cho phép công dân thực hiện quyết định các quyền dân chủ của họ. Kiến thức truyền thông cho phép người dân hiểu và đóng góp cho diễn ngôn công khai, và cuối cùng, đưa ra quyết định hợp lý khi bầu cho các nhà lãnh đạo của họ. Những người có kiến thức truyền thông có thể chấp nhận lập trường quan trọng khi giải mã các thông điệp truyền thông, bất kể quan điểm của họ liên quan đến một vị trí.

### Phương pháp tiếp cận lý thuyết để giáo dục kiến thức truyền thông
Một loạt các học giả đã đề xuất khung lý thuyết cho kiến thức truyền thông. Renee Hobbs xác định ba khung để giới thiệu kiến thức truyền thông cho người học: tác giả & khán giả (AA - Authors & Audiences), thông điệp & ý nghĩa (MM - Messages & Meanings), và đại diện và thực tế (RR - Representation & Reality). Trong việc tổng hợp các tài liệu từ kiến thức truyền thông, kiến thức thông tin, kiến thức hình ảnh và những kiến thức mới khác, cô ấy xác định những ý tưởng cốt lõi này tạo thành bối cảnh lý thuyết cho kiến thức truyền thông.
David Buckingham đã đưa ra bốn khái niệm chính "cung cấp một khung lý thuyết có thể áp dụng cho toàn bộ các phương tiện truyền thông đương đại và cho cả phương tiện truyền thông 'cũ': Sản xuất, Ngôn ngữ, Đại diện và Khán giả."  Xây dựng các khái niệm do David Buckingham trình bày, Henry Jenkins thảo luận về sự xuất hiện của một nền văn hóa có sự tham gia và nhấn mạnh tầm quan trọng của "những kiến thức truyền thông mới", một bộ các năng lực văn hóa và kỹ năng xã hội mà giới trẻ cần trong bối cảnh truyền thông mới.
Douglas Kellner và Jeff Share đã phân loại bốn phương pháp tiếp cận khác nhau đối với giáo dục truyền thông: phương pháp bảo hộ, phương pháp giáo dục nghệ thuật truyền thông, sự vận động của kiến thức truyền thông và kiến thức truyền thông thực tiễn. “Phương pháp bảo hộ” xem đối tượng của các phương tiện truyền thông đại chúng là dễ bị ảnh hưởng về văn hóa, tư tưởng hoặc đạo đức, và cần được bảo vệ bằng phương tiện giáo dục. “Phương pháp giáo dục nghệ thuật truyền thông” tập trung vào sản xuất sáng tạo các hình thức truyền thông khác nhau của người học. Sự vận động của kiến thức truyền thông trên phương tiện truyền thông là một nỗ lực nhằm mang lại các khía cạnh truyền thống về khả năng tiếp cận từ lĩnh vực giáo dục và áp dụng nó vào truyền thông. Kiến thức truyền thông quan trọng nhằm phân tích và hiểu các cấu trúc quyền lực định hình các đại diện truyền thông và cách thức khán giả thấu hiểu ý nghĩa các bài đọc thống trị, đối lập và đàm phán của phương tiện truyền thông.

## Lịch sử và ứng dụng quốc tế
Giáo dục kiến thức truyền thông tích cực tập trung vào các phương pháp giảng dạy và sư phạm về kiến thức truyền thông, tích hợp các khung lý thuyết và phê bình đi từ lý thuyết học kiến tạo, nghiên cứu truyền thông và học bổng nghiên cứu văn hóa. Công việc này đã phát sinh từ di sản sử dụng phương tiện và công nghệ trong giáo dục trong suốt thế kỷ 20 và sự xuất hiện của công việc liên ngành tại các giao điểm của nghiên cứu và giáo dục truyền thông. The Voices of Media Literacy, một dự án thông qua Trung tâm Kiến thức Truyền thông do Tessa Jolls tài trợ, bao gồm các cuộc phỏng vấn đầu tiên với 20 nhà tiên phong về kiến thức truyền thông hoạt động trước những năm 1990 ở các nước nói tiếng Anh. Dự án cung cấp bối cảnh lịch sử cho sự gia tăng kiến thức truyền thông từ các cá nhân đã giúp ảnh hưởng đến lĩnh vực này.
Năm 2001, một cuộc khảo sát về giáo dục truyền thông của UNESCO đã điều tra những quốc gia nào đang kết hợp nghiên cứu truyền thông vào chương trình giảng dạy của các trường khác nhau, cũng như để giúp phát triển các sáng kiến mới trong lĩnh vực giáo dục truyền thông. Một bảng câu hỏi đã được gửi tới tổng cộng 72 chuyên gia về giáo dục truyền thông ở 52 quốc gia khác nhau trên thế giới. Bảng câu hỏi đề cập đến ba lĩnh vực chính:
1. "Giáo dục truyền thông trong trường học: mức độ, mục tiêu và cơ sở khái niệm của quy định hiện hành; bản chất của đánh giá và vai trò sản xuất của học sinh."
2. "Quan hệ đối tác: sự tham gia của các ngành truyền thông và các cơ quan quản lý truyền thông trong giáo dục truyền thông, vai trò của các nhóm thanh niên không chính thức, cung cấp giáo dục giáo viên."
3. "Sự phát triển của giáo dục truyền thông: nghiên cứu và đánh giá việc cung cấp giáo dục truyền thông, nhu cầu chính của các nhà giáo dục, trở ngại cho sự phát triển trong tương lai và đóng góp tiềm năng của UNESCO." [21]

Kết quả của cuộc khảo sát chỉ ra rằng giáo dục truyền thông đã đạt được tiến bộ rất không đồng đều. Ở các quốc gia nơi giáo dục truyền thông tồn tại, nó được cung cấp như một môn tự chọn, và nhiều quốc gia tin rằng giáo dục truyền thông không nên là một phần riêng biệt của chương trình học mà nên được tích hợp vào các môn học hiện có. Tuy nhiên, những người được hỏi ở tất cả các nước đều nhận ra tầm quan trọng của giáo dục truyền thông, cũng như sự cần thiết phải được công nhận chính thức từ chính phủ và các nhà hoạch định chính sách của họ.

### Bắc Mỹ
Ở Bắc Mỹ, sự khởi đầu của một cách tiếp cận chính thức đối với kiến thức truyền thông như một chủ đề giáo dục thường được quy cho sự hình thành năm 1978 của Hiệp hội kiến thức truyền thông (AML) có trụ sở tại Ontario. Trước thời điểm đó, hướng dẫn trong giáo dục truyền thông thường là mục đích của từng giáo viên và học viên. Canada là quốc gia đầu tiên ở Bắc Mỹ yêu cầu kiến thức truyền thông trong chương trình giảng dạy của trường. Mỗi tỉnh đã bắt buộc giáo dục truyền thông trong chương trình giảng dạy của mình. Ví dụ, chương trình giảng dạy mới của Quebec bắt buộc phải tiếp cận Truyền thông từ lớp 1 cho đến năm cuối của trường cấp hai. Sự ra mắt của giáo dục truyền thông ở Canada xuất hiện vì hai lý do. Một lý do là mối quan tâm về tính phổ biến của văn hóa đại chúng Mỹ và lý do khác là sự cần thiết của hệ thống giáo dục về bối cảnh cho các mô hình giáo dục mới. Học giả truyền thông người Canada Marshall McLuhan đã khởi động phong trào giáo dục ở Bắc Mỹ để tiếp cận Truyền thông trong những năm 1950 và 1960. Hai nhà lãnh đạo của Canada về kiến thức truyền thông và Giáo dục Truyền thông là Barry Duncan và John Pungente. Duncan qua đời vào ngày 6 tháng 6 năm 2012. Ngay cả sau khi ông nghỉ hưu trong giảng dạy trên lớp, Barry vẫn tích cực trong giáo dục truyền thông. Pungente là một linh mục Dòng Tên, người đã thúc đẩy kiến thức truyền thông từ đầu những năm 1960.
Giáo dục kiến thức truyền thông đã trở thành mối quan tâm ở Hoa Kỳ từ đầu thế kỷ 20, khi các giáo viên tiếng Anh ở trường trung học bắt đầu sử dụng phim để phát triển kỹ năng giao tiếp và tư duy phê phán của học sinh. Tuy nhiên, giáo dục kiến thức truyền thông khác với việc sử dụng phương tiện và công nghệ trong lớp học, một điểm khác biệt được minh họa bằng sự khác biệt giữa "dạy với truyền thông" và "dạy về truyền thông." Trong những năm 1950 và 1960, phương pháp dạy qua phim đối với giáo dục kiến thức truyền thông được phát triển ở Hoa Kỳ. Nơi các nhà giáo dục bắt đầu chiếu phim thương mại cho trẻ em, cho chúng học một thuật ngữ mới bao gồm các từ như: tan, hòa tan, xe tải, chảo, zoom, và cắt. Phim được liên kết với văn học và lịch sử. Để hiểu bản chất cấu trúc của bộ phim, sinh viên tìm hiểu sự phát triển cốt truyện, nhân vật, tâm trạng và giọng điệu. Sau đó, trong những năm 1970 và 1980, thái độ về truyền thông đại chúng và văn hóa đại chúng bắt đầu thay đổi xung quanh thế giới nói tiếng Anh. Các nhà giáo dục bắt đầu nhận ra sự cần thiết phải bảo vệ chống lại định kiến của chúng ta về việc nghĩ rằng in ấn là phương tiện thực sự duy nhất mà giáo viên tiếng Anh cần biết sử dụng. Cả một thế hệ các nhà giáo dục không chỉ bắt đầu thừa nhận phim và truyền hình là các hình thức biểu đạt và giao tiếp hợp pháp mới, mà còn khám phá những cách thiết thực để thúc đẩy sự tìm hiểu và phân tích nghiêm túc về giáo dục đại học, trong gia đình, trong trường học và trong xã hội. Năm 1976, Project Censored bắt đầu sử dụng mô hình học tập dịch vụ để trau dồi kiến thức truyền thông cho sinh viên và giảng viên trong giáo dục đại học.
Giáo dục kiến thức truyền thông bắt đầu xuất hiện trong khuôn khổ chương trình giáo dục tiếng Anh của nhà nước vào đầu những năm 1990, do nhận thức ngày càng tăng trong vai trò trung tâm của truyền thông trong bối cảnh văn hóa đương đại. Gần như tất cả 50 tiểu bang đều có ngôn ngữ hỗ trợ kiến thức truyền thông trong các khung chương trình giảng dạy của tiểu bang. Ngoài ra, ngày càng có nhiều khu trường học bắt đầu phát triển các chương trình toàn trường, các khóa học tự chọn và các cơ hội khác sau giờ học để phân tích và sản xuất phương tiện truyền thông. Tuy nhiên, không có dữ liệu quốc gia về chương trình kiến thức truyền thông ở Hoa Kỳ.

### Châu Âu
Vương quốc Anh được coi là một nhà lãnh đạo trong việc phát triển giáo dục kiến thức truyền thông. Các cơ quan chủ chốt đã tham gia vào sự phát triển này bao gồm Viện phim Anh, Trung tâm tiếng Anh và truyền thông  Giáo dục phim  Trung tâm nghiên cứu trẻ em, thanh thiếu niên và truyền thông tại Viện giáo dục, London, và trung tâm DARE (Giáo dục nghiên cứu nghệ thuật kỹ thuật số), sự hợp tác giữa Đại học College London và Viện phim Anh. Việc "quảng bá" kiến thức truyền thông cũng trở thành chính sách của Chính phủ Anh theo New Labour, và được quy định trong Đạo luật Truyền thông 2003 với tư cách là trách nhiệm của cơ quan quản lý truyền thông mới, Ofcom. Tuy nhiên, sau một loạt hoạt động ban đầu, công việc của Ofcom về vấn đề này đã giảm dần về phạm vi và từ chính phủ Liên minh trở đi, việc quảng bá kiến thức truyền thông đã giảm xuống thành vấn đề nghiên cứu thị trường - điều mà Wallis & Buckingham đã mô tả là "chính sách o bế".
Ở Scandinavia, giáo dục truyền thông đã được đưa vào chương trình giảng dạy tiểu học của Phần Lan vào năm 1970 và vào các trường trung học vào năm 1977. Các khái niệm được nghĩ ra tại Lycée franco-finlandais d'Helsinki trở thành tiêu chuẩn toàn quốc năm 2016. Giáo dục truyền thông đã bắt buộc ở Thụy Điển từ năm 1980 và ở Đan Mạch từ năm 1970.
Pháp đã dạy phim từ những ngày khởi đầu của phương tiện truyền thông, nhưng chỉ gần đây, các hội nghị và khóa học truyền thông dành cho giáo viên mới được tổ chức với sự bao gồm của sản xuất phương tiện truyền thông.
Đức đã thấy các ấn phẩm lý thuyết về kiến thức truyền thông trong những năm 1970 và 1980, với sự quan tâm ngày càng tăng đối với giáo dục truyền thông trong và ngoài hệ thống giáo dục trong thập niên 80 và 90.
Ở Hà Lan, kiến thức truyền thông đã được chính phủ Hà Lan đưa vào chương trình nghị sự vào năm 2006 như một chủ đề quan trọng đối với xã hội Hà Lan. Vào tháng 4 năm 2008, một trung tâm chính thức đã được thành lập bởi chính phủ Hà Lan. Trung tâm này là một tổ chức mạng lưới bao gồm các bên liên quan khác nhau có chuyên môn về chủ đề này.
Ở Nga, lịch sử giáo dục truyền thông có từ những năm 1920, nhưng những nỗ lực đầu tiên này đã bị Joseph Stalin ngăn lại. Những năm 1970-1990 đã mang đến những chương trình chính thức đầu tiên về giáo dục phim ảnh và truyền thông, ngày càng quan tâm đến nghiên cứu tiến sĩ tập trung vào giáo dục truyền thông, cũng như công việc lý thuyết và thực nghiệm về giáo dục truyền thông của O.Baranov (Tver), S.Penzin (Voronezh), G.Polichko, U.Rabinovich (Kurgan), Y.Usov (Moscow), Alexander Fedorov (Taganrog), A.Sharikov (Moscow) và những người khác. Những phát triển gần đây trong giáo dục truyền thông ở Nga là đăng ký năm 2002 chuyên ngành 'Giáo dục truyền thông' (số 03.13.30) mới cho các trường đại học sư phạm và ra mắt năm 2005 của tạp chí giáo dục truyền thông, được tài trợ một phần bởi ICOS UNESCO 'Thông tin cho tất cả'.
Montenegro đã trở thành một trong số ít các quốc gia trên thế giới đưa giáo dục truyền thông vào chương trình giảng dạy của họ, khi vào năm 2009, “kiến thức truyền thông” đã được giới thiệu như một môn học tùy chọn cho các học sinh trung học 16 và 17 tuổi của trường trung học Gymnasium.
Ở Ukraine, giáo dục truyền thông đang ở giai đoạn thứ hai (2017202020) về phát triển và tiêu chuẩn hóa. Các trung tâm giáo dục truyền thông chính bao gồm Đại học Ivan Franko của Lviv (dẫn đầu bởi Boris Potyatinnik), Viện Giáo dục Đại học thuộc Học viện Khoa học Sư phạm Quốc gia Ukraine (Hanna Onkovych), Viện Tâm lý Xã hội và Chính trị của Học viện Khoa học Sư phạm Quốc gia của Ukraine (Lyubov Naidyonova).

### Châu Á
Giáo dục kiến thức truyền thông chưa phổ biến hoặc tiên tiến ở châu Á, so với các nước Mỹ hoặc phương Tây. Bắt đầu từ những năm 1990, đã có một sự thay đổi về cách tiếp cận truyền thông ở Đông Á. Trong những năm gần đây, giáo dục kiến thức truyền thông đang phát triển ở châu Á, với một số chương trình được áp dụng trên khắp các quốc gia trong khu vực Châu Á Thái Bình Dương.
Các giáo viên ở Bắc Kinh, Trung Quốc đang nhận ra tầm quan trọng của giáo dục kiến thức truyền thông trong các trường tiểu học dựa trên mức độ quan tâm của chính họ đối với nhu cầu tiếp cận truyền thông trong giáo dục. Các chương trình khác ở Trung Quốc bao gồm Little Masters, một ấn phẩm tiếng Trung được tạo bởi trẻ em báo cáo về nhiều vấn đề khác nhau, giúp trẻ học báo chí và các kỹ năng làm việc nhóm và giao tiếp cơ bản. Các nghiên cứu đã được thực hiện để kiểm tra trình độ kiến thức truyền thông của các sinh viên nói tiếng Trung Quốc ở Trung Quốc và Đài Loan, nhưng cần nghiên cứu thêm. Kiến thức thông tin được đánh giá cao trong giáo dục, nhưng kiến thức truyền thông ít được công nhận.
Tại Ấn Độ, chương trình Cybermohalla bắt đầu vào năm 2001 với mục đích mang lại khả năng tiếp cận công nghệ cho giới trẻ.
Tại Việt Nam, Nhóm Nhà báo trẻ (YOJO) được thành lập năm 1998 với sự hợp tác của UNICEF và Đài phát thanh quốc gia Việt Nam để chống lại các tài khoản giả của giới truyền thông.
Tại Singapore, Cơ quan Phát triển Truyền thông (MDA) định nghĩa kiến thức truyền thông và công nhận nó là một công cụ quan trọng trong thế kỷ 21, nhưng chỉ từ khía cạnh đọc của thuật ngữ này.
Bắt đầu từ năm học 2017, trẻ em ở Đài Loan học một chương trình giảng dạy mới được thiết kế để dạy đọc quan trọng về tuyên truyền và đánh giá các nguồn thông tin. Được gọi là "kiến thức truyền thông", khóa học cung cấp đào tạo về báo chí trong xã hội thông tin mới.

### Trung Đông
Jordan đang tiến lên trong việc thúc đẩy truyền thông và kiến thức thông tin, điều rất quan trọng để chống lại chủ nghĩa cực đoan và ngôn từ kích động thù địch , Viện Truyền thông Jordan đang làm việc để truyền bá các khái niệm và kỹ năng tương tác tích cực với phương tiện và công cụ truyền thông và phương tiện kỹ thuật số, và để giảm nhược điểm của họ . Một học viện ở Beirut, Lebanon mở cửa năm 2013, được gọi là Học viện Văn học và Truyền thông kỹ thuật số Beirut (MDLAB) với mục tiêu cho sinh viên trở thành người tiêu dùng truyền thông quan trọng.

### Châu Úc
Ở Úc, giáo dục truyền thông bị ảnh hưởng bởi sự phát triển ở Anh liên quan đến sự truyền bá tư tưởng, nghệ thuật phổ biến và phương pháp làm sáng tỏ. Các nhà lý thuyết chính ảnh hưởng đến giáo dục truyền thông Úc là Graeme Turner và John Hartley, những người đã giúp phát triển các nghiên cứu văn hóa và truyền thông Úc. Trong những năm 1980 và 1990, người Tây Úc Robyn Quin và Barrie MacMahon đã viết sách giáo khoa tinh tế như Real Images, dịch nhiều lý thuyết truyền thông phức tạp vào khung học tập phù hợp trong lớp học. Đồng thời, Carmen Luke đã kết nối kiến thức truyền thông với nữ quyền thúc đẩy cách tiếp cận quan trọng hơn đối với giáo dục truyền thông. Ở hầu hết các bang của Úc, phương tiện truyền thông là một trong năm lĩnh vực của Khu vực học tập nghệ thuật chính và bao gồm "những kiến thức thiết yếu" hoặc "kết quả" được liệt kê cho các giai đoạn phát triển khác nhau. Ở cấp cao (năm 11 và 12), một số bang cung cấp Nghiên cứu truyền thông như một môn tự chọn. Ví dụ, nhiều trường học ở Queensland giáo dục về Phim, Truyền hình và Truyền thông mới, trong khi các trường Victoria giáo dục về VCE Media. Giáo dục truyền thông được hỗ trợ bởi hiệp hội giáo viên chuyên nghiệp Giáo viên truyền thông Úc. Với việc giới thiệu Chương trình giảng dạy quốc gia mới của Úc, các trường bắt đầu triển khai giáo dục truyền thông như một phần của chương trình nghệ thuật, sử dụng kiến thức truyền thông như một phương tiện để giáo dục học sinh cách giải cấu trúc, xây dựng và xác định các chủ đề trong truyền thông.

## Báo lá cải & sự kiện Yellow Journalism
Vào thế kỉ 17, báo chí ra đời, là phương tiện đầu tiên cung cấp thông tin cho số lượng lớn với giá thành rẻ. Nhưng mục đích của báo chí không chỉ là cung cấp thông tin mà còn để làm ra tiền. Như khẩu hiệu trên báo The New York Sun: "Mục tiêu của tờ báo này là để đưa ra trước công chúng thông tin của mỗi ngày với 1 giá cả phù hợp với mọi người và đồng thời cung cấp một phương tiện truyền thông cho quảng cáo".
Nhiều người lúc đó đã bắt đầu quan ngại rằng báo chí có thể quá tập trung vào quảng cáo và đánh mất đi mục tiêu ban đầu của mình. Điều này đã thật sự xảy ra vào thế kỉ 18 khi hai tờ báo the New York World và the New York Journal đối đầu với nhau. Cả hai đều muốn nâng cao doanh số bán báo của mình để thu hút nhiều hơn các hợp đồng quảng cáo lớn. Vì vậy cả 2 tờ báo không còn tập trung vào việc cung cấp thông tin cho người đọc mà làm sao để nhiều người đọc hơn để từ đó tăng doanh thu.
Hiện tượng này gọi là Yellow Journalism, hiện nay tại Việt Nam thường được gọi là hình thức báo chí này là Báo lá cải.
Theo Luật báo chí Việt Nam 2016, “Báo chí là sản phẩm thông tin về các sự kiện, vấn đề trong đời sống xã hội thể hiện bằng chữ viết, hình ảnh, âm thanh, được sáng tạo, xuất bản định kỳ và phát hành, truyền dẫn tới đông đảo công chúng thông qua các loại hình báo in, báo nói, báo hình, báo điện tử”.
Nhưng mục đích của báo chí ngoài cung cấp thông tin ra thì còn để kiếm tiền. Báo chí chính là “một phương tiện cung cấp thông tin với số lượng lớn với giá cả hợp lý”. Và bất cứ khi nào, nếu người dùng không phải trả tiền để sử dụng sản phẩm của họ thì chính người dùng sẽ là hàng hóa của họ. Để gia tăng doanh số, các tờ báo cần gia tăng lượng view, cách đơn giản nhất là sử dụng các tiêu đề giật tít, phóng đại các cuộc phỏng vấn, phóng đại các câu chuyện, định hướng hình ảnh cho các ngôi sao, tạo ra dư luận, xu hướng tiêu dùng để ra mắt một sản phẩm nào đó,… Thậm chí đưa tin xung quanh những chủ đề giật gân gây sự tò mò cho mọi người như câu chuyện về cuộc sống của người nổi tiếng, tội phạm, người ngoài hành tinh,…
Đối với Báo lá cải cái họ truyền tải thông điệp là một câu chuyện, không phải một thông tin.
Thật trùng hợp khi bộ não của con người cũng rất thông minh và linh hoạt, nó sẽ chỉ thích tiếp nhận những thứ nó thích và nó muốn, hay đơn giản hơn con người thường tin vào những thứ mà họ muốn tin - đây gọi là Thiên hướng thừa nhận.  Thiên hướng thừa nhận là một loại thiên kiến nhận thức mà một người sẽ ủng hộ những niềm tin sẵn có của mình hoặc những thành kiến trước đây. Chính vì vậy, hiện nay khi mở Facebook lên, con người sẽ thấy newsfeed của họ sẽ hiện lên những thứ họ thích và họ nghĩ đến. Thậm chí Facebook nói chung và hầu như tất cả các mạng xã hội, Google, các trang báo,… đã nhận diện được sở thích, thói quen tiêu dùng của mọi người, chi tiết cụ thể đến mức chỉ cần họ nghĩ hoặc nói với ai đó về một sản phẩm gì đó hoặc ví dụ có ý định mua một chiếc xe, tất cả những thứ liên quan đến chiếc xe sẽ hiện lên trong không gian mạng internet của người đó như gara ô tô, dịch vụ bảo hiểm, rửa xe, phụ kiện cho xe, … Việc con người thấy gì trên internet phụ thuộc vào rất nhiều yếu tố: độ tuổi, giới tính, thói quen tiêu dùng, sở thích, chủ đề người đó hay quan tâm,… có thể tưởng tượng ở thời đại số, mỗi người đã được mã hóa thành một tập thông tin quan trọng. Đây cũng lí giải cho việc tại sao ngày càng có những ứng dụng “hoàn toàn miễn phí”.